# Juliana D'Agostini
Juliana D'Agostini (São Paulo, 11 de setembro de 1986) é uma  pianista cantora e compositora brasileira.
Iniciou seus estudos de piano aos 5 anos, influenciada pela família. Juliana é graduada em piano pela Universidade de São Paulo (USP), sob a tutela de Eduardo Monteiro. Fez aperfeiçoamento nos Estados Unidos: sob a orientação de Caio Pagano, no Arizona, de Wha Kyung Byun, em Boston, e de Max Barros, em Nova York; e na França: Conservatoire de Strasbourg e Académies Internationales d’Été du Grand Nancy. Para financiar os cursos no exterior, a pianista trabalhou como modelo  fotografando campanhas nacionais e desfilou em semanas de moda no exterior.  Foi casada com João Marcelo Bôscoli com quem teve um filho André Vincenzo D'Agostini Bôscoli .

## Carreira
Assinou com a primeira gravadora em Nova York aos dez anos, conquistou prêmios, solou com diversas orquestras nas maiores salas de concerto do mundo, é compositora e cantora e tem um instituto com importantes projetos de educação musical.
No primeiro CD “Chopin/Liszt” de 2010 ela interpreta peças de Franz Liszt e Frédéric Chopin, compositores e pianistas “cuja execução requer técnica e sensibilidade, qualidades que não faltam a Juliana”, segundo a revista Veja.
“Não deixe o preconceito se levar pelo rosto de modelo, ou por sua fala franca e juvenil; de ‘loraburra’ ela não tem nada, como mostra o difícil programa de seu disco de estreia, que ela defende com empenho e convicção” – Irineu Franco Perpétuo, crítico de música erudita da Folha de S.Paulo 
Em 2011 lançou o segundo álbum intitulado de “Juliana D'Agostini + Catalin Rotaru“ em parceria com o contrabaixista romeno Catalin Rotaru, onde interpretam repertório que vai de Schubert a Villa-Lobos.
A pianista lançou em janeiro de 2013 o terceiro CD em parceria com o spalla da OSESP (Orquestra Sinfônica de São Paulo) Emmanuele Baldini.  Junto ao CD, Juliana e Emmanuel também produziram um videoclipe para seu lançamento. 
Em 2013, fez parceria com o rapper Projota e lançou o videoclipe da música “Preste Atenção” para o projeto Tribos, idealizado pelo pianista Hudson Souza e produzido pela organização Brasil Piano Masters. 
Em 2014 a pianista fechou uma miniturnê com Igor Camargo (Dj e filho de Zezé di Camargo) para 2015. 
Em 2016, Juliana fez parceria com o funkeiro  Mc Garden em uma faixa ("Consciência" ) que une o piano de Prokofiev, a batida do funk e a rima do Mc para falar sobre o problema das drogas.
Em 2017 lançou pela Sony o álbum "Juliana D'Agostini + Emmanuele Baldini II".

## Discografia
- Chopin / Liszt (2010)[15]
- Juliana D'Agostini + Catalin Rotaru (2011)[16]
- "Juliana D'Agostini + Emmanuele Baldini" (2013)[17]
- "Juliana D'Agostini + Emmanuele Baldini II" (2017) [18]
- "O Piano Mágico da Ju" (2018) [19]